# Bomba de calor solar

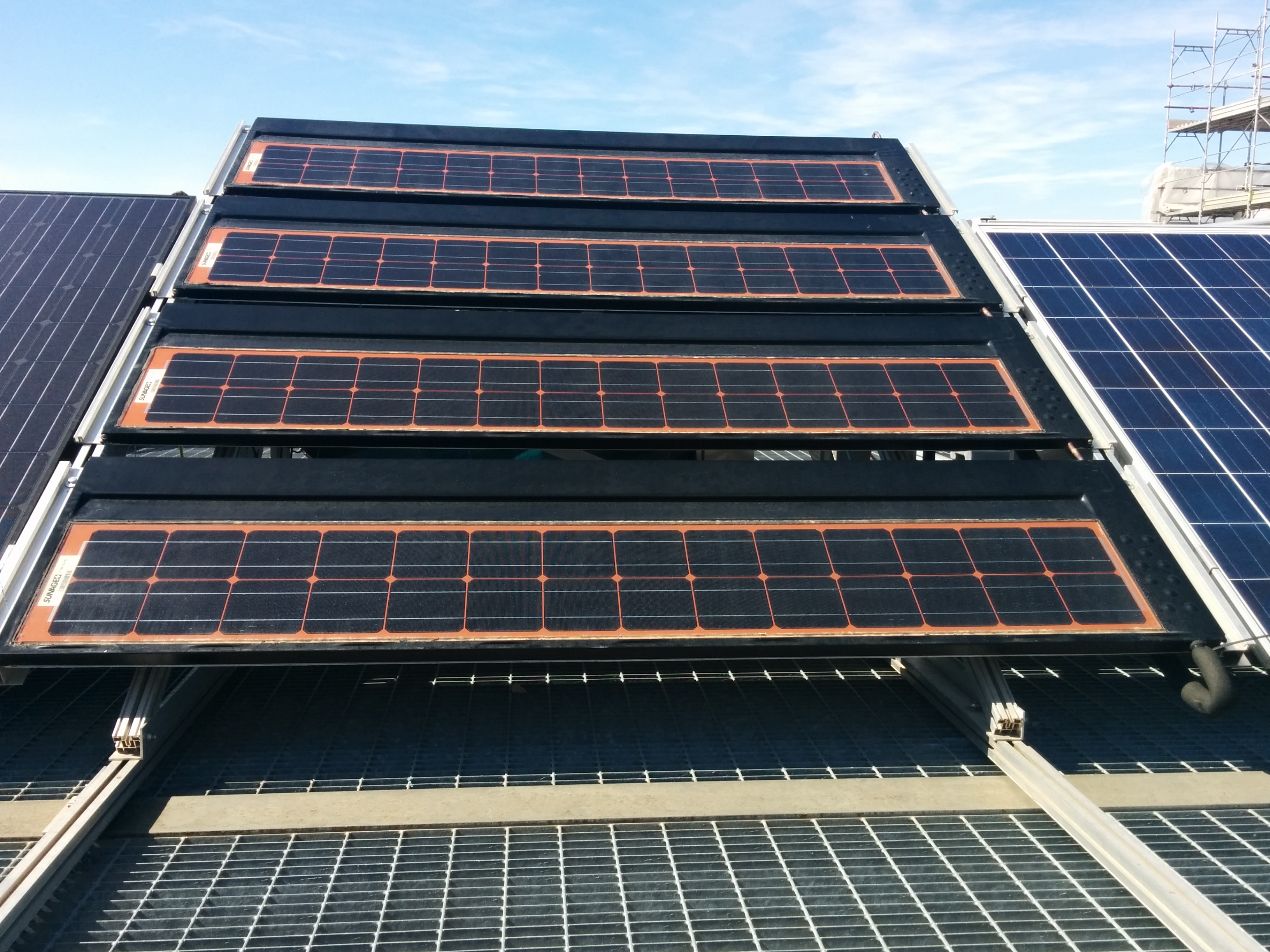
Paneles solares fotovoltaicos-térmicos híbridos de un SAHP en una instalación experimental en el Departamento de Energía del Politécnico de Milán

Una bomba de calor asistida por energía solar (SAHP) es una máquina que representa la integración de una bomba de calor y paneles solares térmicos en un solo sistema integrado. Normalmente, estas dos tecnologías se usan por separado (o solo se colocan en paralelo) para producir agua caliente. 

En este sistema, el panel solar térmico realiza la función de la fuente de calor a baja temperatura y el calor producido se utiliza para alimentar el evaporador de la bomba de calor. El objetivo de este sistema es obtener una alta COP y luego producir energía de una manera más eficiente y menos costosa. 
Es posible utilizar cualquier tipo de panel térmico solar (láminas y tubos, roll-bond, tubo de calor, placas térmicas) o híbrido ( mono/policristalino, película delgada ) en combinación con la bomba de calor. El uso de un panel híbrido es preferible porque permite cubrir una parte de la demanda de electricidad de la bomba de calor y reducir el consumo de energía y, en consecuencia, los costos variables del sistema. 

## Mejoramiento
La optimización de las condiciones de operación de este sistema es el principal problema, ya que existen dos tendencias opuestas del desempeño de los dos subsistemas: a modo de ejemplo, una disminución de la temperatura de evaporación del fluido de trabajo genera un aumento de la temperatura. La eficiencia del panel solar, pero una disminución en el rendimiento de la bomba de calor, con una disminución en la COP. El objetivo para la optimización es normalmente la minimización del consumo eléctrico de la bomba de calor, o la energía primaria requerida por una caldera auxiliar que suministra la carga no cubierta por una fuente renovable . 

## Configuraciones
Hay dos configuraciones posibles de este sistema, que se distinguen por la presencia o no de un fluido intermedio que transporta el calor del panel a la bomba de calor. Las máquinas denominadas expansión indirecta utilizan principalmente el agua como fluido de transferencia de calor, mezclado con un fluido anticongelante (generalmente glicol ) para evitar los fenómenos de formación de hielo durante el período de invierno. Las máquinas denominadas expansión directa colocan el fluido refrigerante directamente dentro del circuito hidráulico del panel térmico, donde tiene lugar la transición de fase . Esta segunda configuración, aunque es más compleja desde el punto de vista técnico, tiene varias ventajas:
- una mejor transferencia del calor producido por el panel térmico al fluido de trabajo que implica una mayor eficiencia térmica del evaporador, vinculado a la ausencia de un fluido intermedio;
- la presencia de un fluido evaporador permite una distribución uniforme de la temperatura en el panel térmico con el consiguiente aumento de la eficiencia térmica (en condiciones normales de funcionamiento del panel solar, la eficiencia térmica local disminuye de entrada a salida del fluido debido a que la temperatura del fluido aumenta) ;
- Al utilizar un panel solar híbrido, además de la ventaja descrita en el punto anterior, la eficiencia eléctrica del panel aumenta (por consideraciones similares).

## Comparación
En términos generales, el uso de este sistema integrado es una forma eficiente de emplear el calor producido por los paneles térmicos en el período de invierno, algo que normalmente no se explotaría porque su temperatura es demasiado baja.

### Sistemas de producción separados.
En comparación con solo la utilización de la bomba de calor, es posible reducir la cantidad de energía eléctrica consumida por la máquina durante la evolución del clima desde la temporada de invierno hasta la primavera, y finalmente usar solo paneles solares térmicos para producir toda la demanda de calor requerida (solo en caso de máquina de expansión indirecta), ahorrando en costos variables.
En comparación con un sistema con solo paneles térmicos, es posible proporcionar una mayor parte del calentamiento invernal requerido utilizando una fuente de energía no fósil.
En comparación con las bombas de calor geotérmicas, la principal ventaja es que no se requiere la instalación de un campo de tuberías en el suelo, lo que resulta en un menor costo de inversión (la perforación representa aproximadamente el 50% del costo de un sistema de bomba de calor geotérmico) y en una mayor flexibilidad de instalación de la máquina, incluso en áreas en las que hay espacio limitado disponible. Además, no existen riesgos relacionados con el posible empobrecimiento térmico del suelo.
Al igual que las bombas de calor de fuente de aire, el rendimiento de la bomba de calor asistida por energía solar se ve afectado por las condiciones atmosféricas, aunque este efecto es menos significativo. El rendimiento de la bomba de calor asistida por energía solar generalmente se ve afectado por la intensidad variable de la radiación solar en lugar de por la oscilación de la temperatura del aire . Esto produce un mayor SCOP (COP estacional). Además, la temperatura de evaporación del fluido de trabajo es más alta que en las bombas de calor de fuente de aire, por lo que en general el coeficiente de rendimiento es significativamente más alto.

## Condiciones de baja temperatura
En general, una bomba de calor puede evaporar a temperaturas inferiores a la temperatura ambiente. En una bomba de calor asistida por energía solar, esto genera una distribución de la temperatura de los paneles térmicos por debajo de esa temperatura. En esta condición, las pérdidas térmicas de los paneles hacia el medio ambiente se convierten en energía adicional disponible para la bomba de calor. En este caso es posible que la eficiencia térmica de los paneles solares sea superior al 100%. 
Otra contribución libre en estas condiciones de baja temperatura está relacionada con la posibilidad de condensación de vapor de agua en la superficie de los paneles, lo que proporciona calor adicional al fluido de transferencia de calor (normalmente es una pequeña parte del calor total captado por la energía solar). Paneles), que es igual al calor latente de condensación.

## Bomba de calor con doble fuente de frío.
La configuración simple de la bomba de calor asistida por energía solar como solo paneles solares como fuente de calor para el evaporador. También puede existir una configuración con una fuente de calor adicional. El objetivo es tener más ventajas en el ahorro de energía pero, por otro lado, la gestión y la optimización del sistema se vuelven más complejas. 
La configuración geotérmica-solar permite reducir el tamaño del campo de tuberías (y reducir la inversión) y tener una regeneración del suelo durante el verano a través del calor recolectado de los paneles térmicos. 